# Delphinium viridescens
Delphinium viridescens és una espècie de planta amb flor que pertany a la família de les ranunculàcies.

## Descripció
Aquesta herba perenne rizomatosa produeix diverses tiges buides de fins a 1,5 metres d'alçada o ocasionalment més altes, que poden fer fins als 2 metres. La part superior de la planta està recoberta de glàndules grogues. Les làmines foliars de la fulla mitjana es divideixen en tres lòbuls en forma de falca, cadascun dels quals està dividit i subdividit en lòbuls estrets i punxeguts. Les fulles més altes de la tija tenen forma lineal. La inflorescència és un raïm dens de fins a 80 flors, cadascuna portada sobre un pedicel de fins a 2 centímetres de llargada. Els sèpals de les flors tenen una coloració violeta, groc verdós i els pètals més petits són de color porpra a groc. Els sèpals fan fins a gairebé 1 centímetre de llargada i l'esperó pot arribar a fer només un centímetre. La majoria de Delphinium són pol·linitzats per colibrís i borinots, però aquesta espècie només la visiten els borinots. L'anàlisi genètica revela que aquesta espècie presenta una elevada variabilitat genètica i heterozigositat.

## Distribució i hàbitat
És endèmica del centre de l'estat de Washington als Estats Units, on es troba a les muntanyes Wenatchee als comtats de Chelan i Kittitas.
Aquesta planta creix en zones humides en els boscos de coníferes i els tipus d'hàbitats riberencs. Els sòls no estan ben drenats i el substrat pot estar saturat o fins i tot cobert d'aigua a principis d'estiu. L'espècie està adaptada a l'hàbitat propens al foc i pot brotar del seu rizoma si les seves parts aèries es cremen.

## Conservació
El 2000 hi havia 21 poblacions conegudes d'aquesta planta. La seva distribució es troba dins d'una àrea de 30 quilòmetres de llarg per 10 d'ample. Les amenaces per a l'espècie inclouen la pèrdua d'hàbitat pel desenvolupament residencial, canvis en la hidrologia, tala i pasturatge locals.

## Taxonomia
Delphinium viridescens va ser descrita per John Bernhard Leiberg i publicat a Proceedings of the Biological Society of Washington 11: 39, a l'any 1897.
Etimologia
Vegeu: Delphinium
viridescens: epítet llatí que significa "que creix o es torna verd".